# Midwestern Gas Transmission
Midwestern Gas Transmission — трубопровід у США, який з'єднує газовий хаб Joliet на околиці Чикаго з рядом газопроводів, траса яких проходить південніше.
До хабу Joliet в Іллінойсі через системи Northern Border та Alliance постачається канадський природний газ. Для його подальшого транспортування у східні штаті США проклали трубопровід Midwestern Gas Transmission, що прямує у південному напрямку через Індіану та Кентуккі до Портленда в штаті Теннессі. При довжині всього 350 миль він послідовно перетинає траси численних трубопровідних систем, що ведуть до штатів на північному сході країни: Trunkline Pipeline, Panhandle Eastern Pipeline, Texas Eastern Transmission, східна гілка ANR Pipeline, Texas Gas Transmission, Tennessee Gas Pipeline. У 2008 році від Портленда проклали невелике продовження, яке дозволило встановити зв'язок із ще двома подібними системами East Tennessee Natural Gas та Columbia Gulf Transmission. 
Нарешті, в 2009 році через цей район пройшов газопровід Rockies Express, що постачає блакитне паливо із заходу з басейнів Скелястих гір. 
Тим часом «сланцева революція» у газовій промисловості США поступово нівелювала потребу постачання канадського газу. Більше того, з'явилась можливість подавати до Чикаго додаткові обсяги блакитного палива зі сходу (продукція сланцевих формацій Марцеллус та Утіка), зокрема, через переведений у реверсний режим східний відтинок Rockies Express. Проведена в  2014 році модернізація Midwestern Gas Transmission дозволила організувати в газопроводі бідирекціональний рух.